# Frau Luna (Operette)
Frau Luna ist eine „burlesk-phantastische Ausstattungsoperette“ des Komponisten Paul Lincke nach einem Libretto von Heinrich Bolten-Baeckers, die am 1. Mai 1899 im Berliner Apollo-Theater uraufgeführt wurde. Sie wurde immer wieder überarbeitet und erlangte mit zusätzlichen Musikstücken 1922 ihre Endfassung. Die bekanntesten Musikstücke aus der Operette sind der Marsch Das ist die Berliner Luft, Luft, Luft, das Duett Schenk mir doch ein kleines bisschen Liebe und die Arie Schlösser, die im Monde liegen.

## Orchester
Zwei Flöten, zwei Oboen, zwei Klarinetten, zwei Fagotte, vier Hörner, zwei Trompeten, drei Posaunen, eine Harfe, Schlagwerk und Streicher

## Handlung

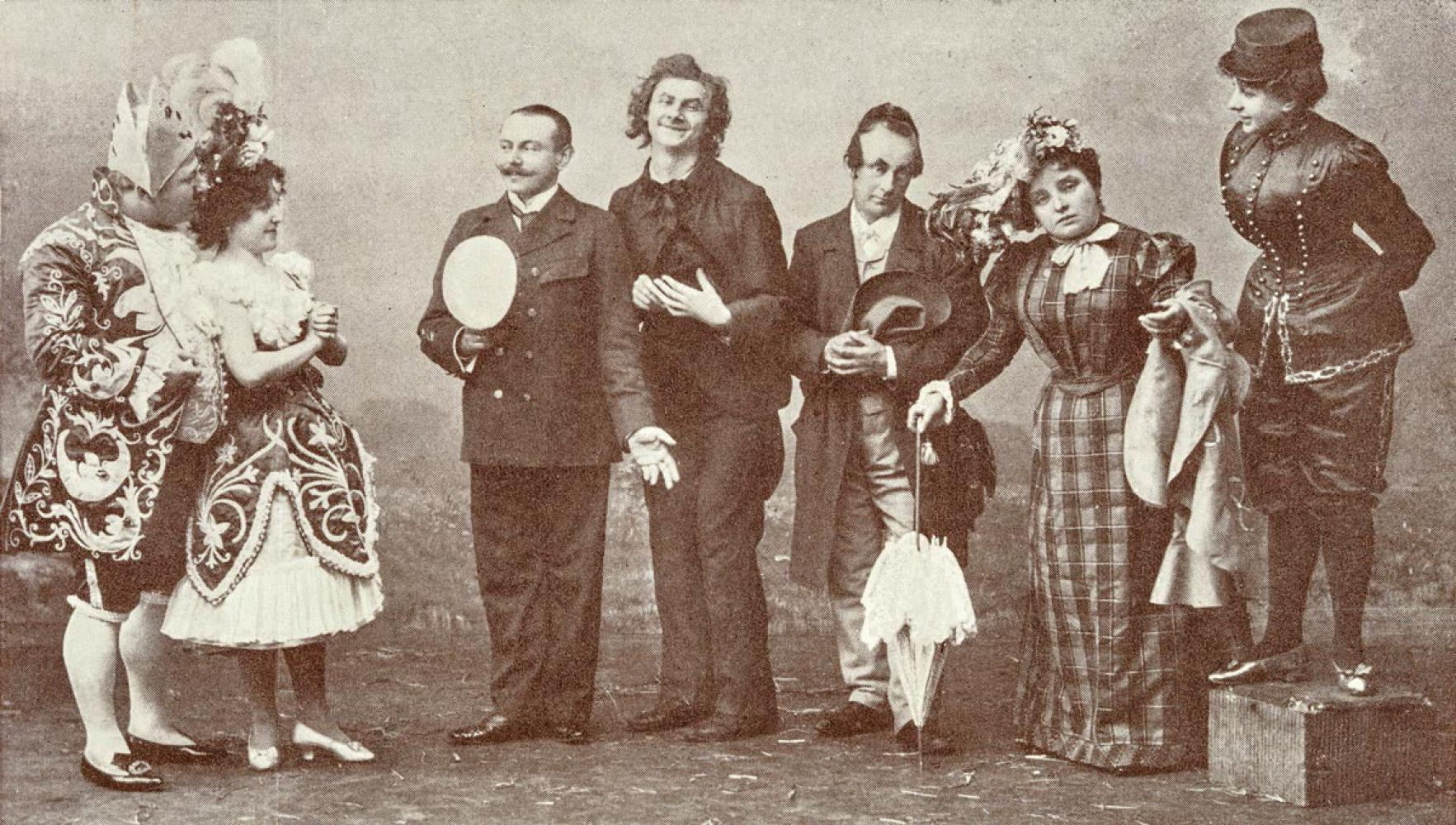
Frau Luna – Aufnahme aus dem Apollotheater 1899

Fritz Steppke ist Mechaniker und wohnt zur Untermiete bei der Witwe Pusebach in Berlin. Er ist verlobt mit der Pusebach-Nichte Marie und sehr interessiert an der Fliegerei und an Außerirdischem. Er bastelt einen Ballon für die Mondfahrt. Mit von der Mondpartie sind auch die besten Freunde Lämmermeier und Pannecke. In Handlung und Text erscheint häufig sogenannter Berliner Etagen-Kolorit, bevor sich die Gondel des Steppke-Ballons eines Nachts heimlich in den Berliner Himmel erhebt, Zielrichtung Mond. Da Steppke sich vorher schlafen legt, wird im Original offengelassen, ob die Reise real oder nur im Traum geschieht.
Der Mond scheint ein ewiger Vergnügungspark zu sein. Venus, Mars und die Götter der Gestirne geben sich ein Stelldichein bei rauschenden Festen. Prinz Sternschnuppe liebt Frau Luna, doch diese interessiert sich momentan nur für Steppke. Theophil erkennt in Frau Pusebach einen seiner amourösen Fehltritte auf der Erde. Pannecke, mit dem sie eigentlich verbunden ist, bändelt mit Frau Venus an. Theophil liebt Stella und leiht für die Reisenden das Sphärenmobil des Prinzen aus, denn ihr Ballon ist geplatzt. Nach einigen Turbulenzen findet jeder Topf seinen Deckel, und die Erdbewohner reisen zurück in der Erkenntnis, dass es auf dem Mond auch nicht anders zugeht als in der heimischen Mansardenwohnung. Fritz Steppkes Traum vom Fliegen wird wahr, seine Verlobte Marie verschafft ihm eine Stelle beim ersten Luftschiffkapitän Graf Zeppelin.

## Lieder
Die Aufzählung folgt der Fassung von 1922.
- 1. Akt
  - Einleitung – Orchester
  - (Die Jacke sitzt, die Litze blitzt) /
Es ist was Wunderbares um’s Genie
  - Es war an einem schönen Frühlingsabend /
O Theophil
  - Schlösser, die im Monde liegen – Marie
  - Geschwind, es ist höchste Zeit /
Leise nur, leise nur
  - Es gibt im Volkesmunde wohl Märchen ohne Zahl /
Wenn auch die Jahre enteilen (aus Im Reiche des Indra, 1902)
  - Schnell, putzet fein – Mondelfen /
Vom späten Abend bis zum frühen Morgen – Auftrittslied Theophil
  - Ob du mich liebst /
In deinen Augen steht es geschrieben
  - Es kommt oft vor – Stella, Theophil /
 Schenk mir doch ein kleines bißchen Liebe – Stella, Theophil (aus Berliner Luft, 1905)
(Ankunft der Berliner auf dem Mond)
  - Im Expreßballon – Steppke, Lämmermeier, Pannecke, Pusebach, Ensemble, Chor
  - Man spricht wohl oft im Märchen (von einem Mann im Mond)  – Luna /
Laßt den Kopf nicht hängen – Luna
  - Wer leichtes, frisches, frohes Blut /
Frohe, muntr're Lieder
  - Berlin, hör' ich den Namen bloß /
Das macht die Berliner Luft – (aus Berliner Luft, 1905)
- 2. Akt
  - Wenn der Abend niedersinkt – Chor
  - Die Zeit vergeht /
 Von Sternen umgeben – Luna (aus Venus auf Erden, 1897)
  - Ein Prinzeßchen – Steppke, Luna /
 Wenn die Sonne schlafen geht – Steppke, (Luna)
  - (Wenn ich bloß wüßt) /
Ich bin Madame Venus
  - Wenn ich mich mal verliebe /
 Laßt den Kopf nicht hängen
  - Oftmals ward es uns schon prophezeit /
 Ist die Welt auch noch so schön (1910)
  - Heimlich, still und leise kommt die Liebe
  - Berlin, hör' ich den Namen bloß /
Das macht die Berliner Luft – (aus Berliner Luft, 1905)

## Entstehung
Bolten-Baeckers hatte schon 1897 das Libretto zu Venus auf Erden an Lincke geliefert, das um ein ähnliches Thema kreist. Auch die damals modischen „Mondrevuen“ spielen sicher eine Rolle, die unter Einfluss von Jules Vernes Roman De la Terre à la Lune (Von der Erde zum Mond, 1865) in fast allen großen europäischen Städten aufgeführt wurden.
Die Uraufführung am 1. Mai 1899 im Berliner Apollo-Theater wurde von Lincke selbst dirigiert (Luna: Willi Walden, Sternschnuppe: Siegmund Lieban, Stella: Ada Milani, Lämmermeier: Arnold Rieck). Diese Fassung hatte einen Akt (vier Bilder), war dramaturgisch zwingender und ist heute nicht mehr vollständig rekonstruierbar. Beispielsweise wurde durch das damals berühmte Luftartistenballett Grigolatis ein Luftballett eingefügt. Schon bald nach der Uraufführung wurde begonnen, das Stück zur spektakulären „Mondrevue“ zu erweitern, die in der Neufassung 1922 ihren Endpunkt fand.
Lincke schrieb zum Libretto von Benno Jacobson die zweiaktige Ausstattungsburleske Berliner Luft. Sie hatte 1904 ebenfalls im Apollo-Theater Premiere. Bei der Überarbeitung im Jahre 1922 fügte er aus dieser Schenk mir doch ein kleines bißchen Liebe und an beide Aktfinale das Marschlied Das macht die Berliner Luft hinzu. Trotz des Librettos von Jacobson ist als Liedtexter Bolten-Baeckers eingetragen. Von Sternen umgeben nahm er aus Venus auf Erden, und Ist die Welt auch noch so schön hatte er 1910 komponiert. Auch die neue Fassung, nun mit zwei Akten (11 Bildern), hatte wieder im Apollo-Theater Premiere. Die zusätzlichen Schlager „sind keine nebensächlichen Füllsel, sondern von erheblich verändernder Wirkung auf die ursprüngliche Dramaturgie. […] Der entscheidende Unterschied beider Fassungen ist, daß die neue zwar mehr Platz für revuehafte Einschübe läßt, gleichzeitig aber den ›erotischen Konflikt‹ Steppkes, sich zwischen Luna und Marie entscheiden zu müssen, verwässert.“

## Aufführungen
Der „harmloskonservative bis chauvinistische Ton der Lincke-Melodien“ kam auch den Nationalsozialisten entgegen. So kam es zu prachtvollen Wiederaufnahmen 1935 im Theater des Volkes (mit Friedel Schuster und Hans Brausewetter) und 1936 zu Linckes 70. Geburtstag im Admiralspalast.
Otto Schneidereit schuf 1957 in Berlin eine Bearbeitung, „die einerseits durch die klare Gegenüberstellung von Wirklichkeit und Traum in der Fabel stärkeres Profil bekommt, andrerseits an den kitschignostalgischen Altberliner Reminiszenzen und dramaturgisch unmotivierten Musikeinlagen leidet.“

## Verfilmungen
- 1941: Unter der Regie von Theo Lingen und mit Adaptionen von Ernst Marischka wurde 1941 ein Revuefilm gedreht, der das Geschehen um die Uraufführung – in die Silvesternacht 1899 verlegt – kolportiert. Es spielten unter anderem Lizzi Waldmüller, Irene von Meyendorff und Georg Alexander. Schenk mir doch ein kleines bißchen Liebe wurde von Theo Lingen und Paul Kemp (en travestie) vorgetragen.[1] Am Ende des Films taucht Lincke selbst auf.[2] Bei der Berliner Premiere im Ufa-Palast am Zoo dirigierte Lincke zu Beginn die Ouvertüre.[2]

- 1964: Fernsehfassung (Regie: Thomas Engel, 95 Min.). Es spielten unter anderem Gunnar Möller, Margit Schramm, Heinz Erhardt und Brigitte Mira.

- 1975: Fernsehfassung (Regie: Eugen York, 85 Min). Es spielten unter anderem Stefan Behrens, Willi Brokmeier, Ekkehard Fritsch, Beate Granzow, Ingeborg Hallstein, Edith Hancke, Harald Juhnke und Horst Sachtleben.

## Kritik
Lincke selbst meinte über seine Musik: „Mit meiner Frau Luna brachte ich flotte Rhythmen als echtes Berliner Element auf die Bühne, etwas vom kecken Berliner Unternehmungsgeist.“ Lincke gilt als Begründer der Berliner Operette und Frau Luna als Paradewerk dieses Genres. Frau Luna ist das einzige Werk Linckes, das beide Weltkriege überdauert hat.
„Neben dieser phantastischen Operette [Jacques Offenbachs Voyage dans la lune, 1875, auch eine „Mondrevue“] erscheint Linckes Beitrag zu dem Genre schlichter, robuster, auch dem technischen Fortschritt gegenüber unkritischer. Hierzu mag auch die gewisse Unbedarftheit von Linckes bevorzugtem Librettisten Bolten-Baeckers beigetragen haben, der bereits zwei Jahre vorher mit Venus auf Erden ein Buch geliefert hatte, das um ein der Frau Luna nicht unähnliches Sujet kreiste.“